# Квітка Іван Григорович
Іван Григорович Квітка ( помер у 1751 році) — український козацький військовий діяч. Полковник Ізюмського слобідського козацького полку (1743-1751), зі старшинського роду Квіток. Бригадир Слобідських козацьких полків в 1751 році.

## Біографія
За часів полковництва свого батька Григорія Семеновича Квітки займав різні старшинські посади в Харківському полку. Був сотником Першої Валківської сотні, а потім харківським полковим обозним.
У 1733 році під час Польського походу як наказний полковник очолював харківських козаків. 
У 1735 році під час Війни Росії проти Османської імперії Харківський полковник Степан Тевяшев відправляє в похід проти османів загін козаків очолюваних наказним полковником Іваном Григоровичем Квіткою. 
У 1736 році після повернення з Криму (з-під Азову), у Івана Григоровича в маєтку гостював російський генерал П.П. Лассі, який був його командиром під час облоги Азову. 
1 листопада 1743 року стає полковником Ізюмського полку замість Лаврентія Шидловського Їм були отримані жалувані грамоти для Ізюмського полку від імператриці Єлизавети Петрівни,  де вказувалося повернення відібраних раніше козацьких пільг та привілеїв.
У 1743 році для Слобідських полків започатковуються єдині однострої. Якщо верхній одяг (кунтуші) для усіх полків були однакові (сині), то жупани і шаровари були у кожного полку свого кольору. За ізюмцями був закріплений червоний колір, який зостався за ними й після скасування полкового устрою у 1765 році.
У 1744 році імператриця Єлизавета Петрівна разом зі спадкоємцем Петром Федоровичем вирушає в паломництво до Києва. В Сумах збираються по 200 козаків від кожного зі слобідських полків, щоб привітати російську імператрицю. Обставини склалися так, що найстаршим з козацьких старшин був саме Іван Григорович.  31 липня, очоливши в Сумах усі козацькі підрозділи, Іван Григорович повів їх назустріч імператриці, в сторону міста Севськ. 1 серпня Іван Григорович зоставивши позаду звідний підрозділ козаків, разом з ізюмською старшиною та конвоєм з 30 ізюмських козаків прискорено вирушають до Севська для того, щоб знайти гарне місце для розташування  підлеглого йому підрозділу. Наступного дня випадково зустрічає цесаревича Петра разом з дружиною. 4 серпня до козацького табору прибула сама імператриця. Привітав козаків, та прийняв  від Івана Квітки адресу зі вдячністю, вона відпускає козаків, продовживши свій путь далі.
У 1751 році після смерті бригадира О.Л. Лесевицького на цю посаду призначають Івана Григоровича, який фактично стає наступнім Слобідським козацьким бригадиром. В зв’язку з подальшими подіями, вступити до виконування обов’язків не зміг.
14 лютого 1751 року полковник Іван Григорович  помирає. Після нього Ізюмським полковником стає Ф.Ф. Краснокутський.
Похований був 16 лютого в маєтку (слобода Основа),  в крипті під храмом Різдва Іоанна Предтечі. Де пізніше були похована його дружина, та інші представники родини. Похованням керував Йоасаф (Горленко) єпископ Білгородський та Обоянський, брат дружини померлого.

## Родина
Рід Квіток шляхетський козацький рід який бере початок з Гадяцького полку Війська Запорозького, і осіли на Слобожанщині в XVII сторіччі. Рід дав полковників та старшин  Харківському слобідському полку і Ізюмському слобідському полку, а також (після скасування полкового уряду) державних та шляхетських діячів Російської імперії.  Також представники цієї родини  були українськими просвітниками та літературними діячами.
Іван Григорович народився в сім’ї полковника Харківського козацького полку Григорія Семеновича Квітки і Василини Єремійовни (до одруження Красновської). Окрім Івана Григоровича родина мала ще дітей: Василя, Стефана, Феодосію, Марфу та Романа.
Був одружений з Параскевою Андріївною (померла в 1756 році), донькою Андрія Дмитровича Горленко, сестрою єпископа Білгородського та Обоянського Йоасафа. 
Родина мала дітей: 
- Микола Іванович (архімандрит Наркіс) (рік смерті 1792) - настоятель  Курязького монастиря в 1770-1788 роках. Похований в Покровському монастирю.
- Олексій Іванович
- Ілля Іванович (1745-1814) – Колезький асесор. Письменник, історик. Вивчав історію козацтва та писав на цю тему роботи, такі як «Записки про слобідські полки з початку їх поселення до 1766 року», «Короткий історичний опис Малої Росії до 1765 р. З додатком про запорізьких козаків». Також вивчав діалекти української мови. Вплинув на творчість племінників Григорія  Федорович Квітки (Основ’яненко) та Андрія Федоровича Квітки. Похований в маєтку (слобода Основа),  в крипті під храмом Різдва Іоанна Предтечі.
- Федір Іванович (1745-1807) Колезький радник. Поміщик Харківського повіту. Харківський повітовий маршалок шляхти (1783-1798).

## Маєтки
- Слобода Основа  – Родинне гніздо Квіток.